# Gustav Olsen-Berg
Gustav Olsen-Berg (* 31. März 1862 in Stokke; † 19. August 1896) war ein norwegischer Typograph, Gewerkschafter und sozialdemokratischer Politiker. Ab 1891 war er Redakteur der Zeitschrift Typografiske Meddelelser („Typographische Mitteilungen“). In den Jahren 1893–1894 war er Vorsitzender der norwegischen Arbeiterpartei. 1896 wurde er Vorsitzender der Typographischen Vereinigung. Er galt als brillanter Agitator.